# Wanhua (métro de Foshan)
Pour les articles homonymes, voir Wanhua.
Wanhua (chinois simplifié : 湾华 ; chinois traditionnel : 灣華, en anglais : Wanhua) est une station de correspondance entre la ligne 2 et la ligne 3 du métro de Foshan. Elle est située à l'intersection des voies routières Wenhua  et Kuiqi 2nd, dans le District de Chancheng de la ville Foshan, sur le territoire de la province Guangdong, en Chine.
Mise en service en 2021 et devenue station de correspondance en 2023, la station est desservie par les rames qui circulent sur la ligne 2 et par les rames qui circulent sur la ligne 3.

## Situation sur le réseau

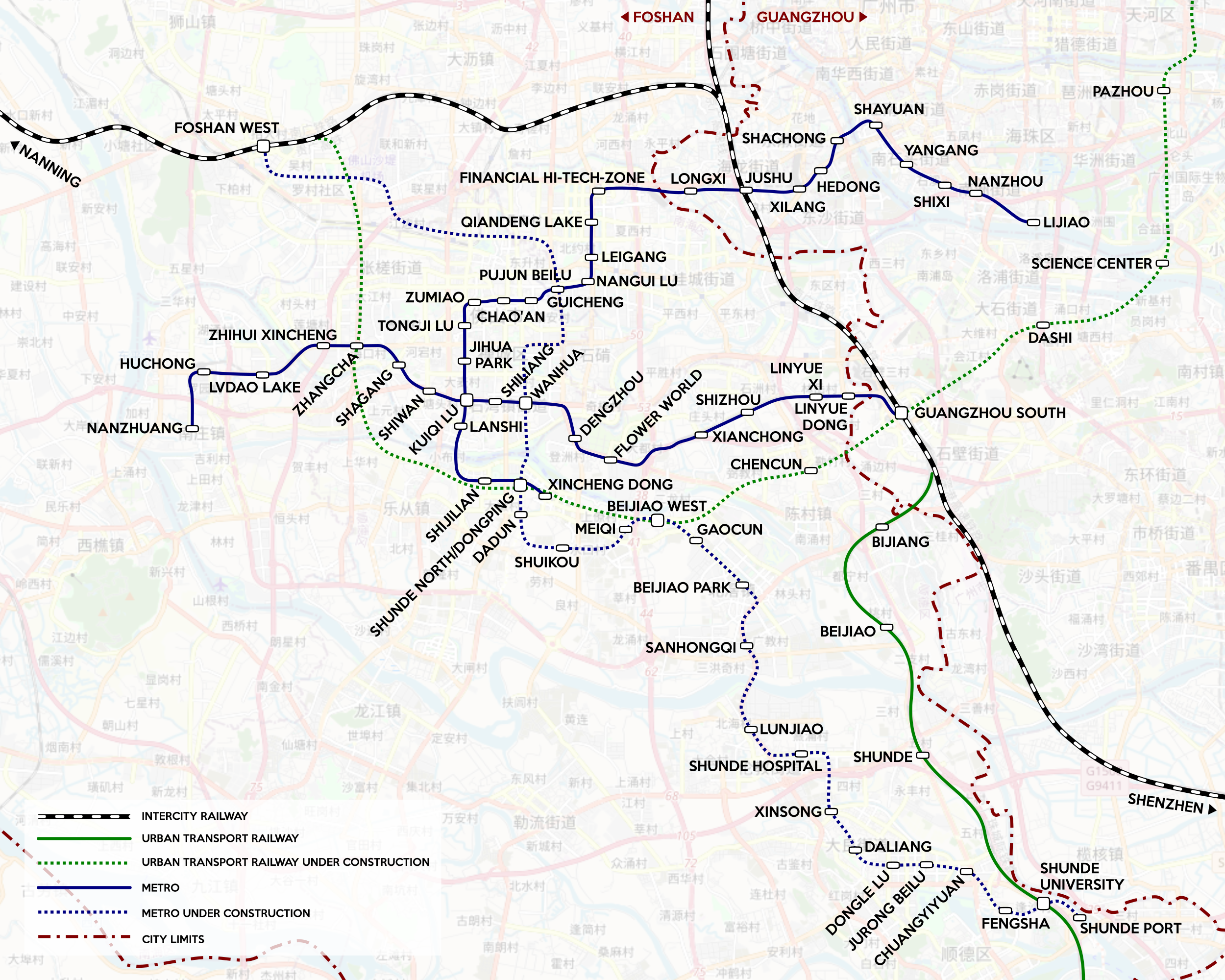
Plan du réseau du métro, en 2022.

La station Wanhua, est une station de correspondance entre la ligne 2 et la ligne 3 du métro de Foshan :
sur la ligne 2, établie en souterrain, elle est située entre la station Shiliang (zh), en direction du terminus ouest Nanzhuang et la station Dengzhou (zh), en direction du terminus est Gare de Canton–Sud ;
sur la ligne 3, établie en souterrain, elle est située entre la station Parc des arts asiatiques, en direction du terminus nord Zhen’an, et la station Dongping, en direction du terminus sud-est Gare du Collège de Shunde.

## Histoire
La station de métro Wanhua est mise en service le 28 décembre 2021, lors de l'ouverture à l'exploitation des 32,4 km de la ligne 2 du métro de Foshan : de la station Nanzhuang à la station Gare de Canton–Sud.
Elle devient une station de correspondance le 28 décembre 2022, lors de l'ouverture à l'exploitation des 40,7 km de la ligne ligne 3 du métro de Foshan : entre la station Zhen’an et la station Gare du Collège de Shunde.

## Services aux voyageurs

### Accès et accueil
Les deux sous-stations, lignes 2 et 3, sont souterraines et situées sous le carrefour entre les voies routières Wenhua  et Kuiqi 2nd. Dans son environnement proche se situe le bâtiment de l'administration du métro de Foshan, avec le centre de contrôle de l'ensemble du réseau,. La station dispose quatre bouches nommées A, B, C et D : la bouche A, équipée d'escaliers mécaniques et d'un cheminement podotactile, est établie sur la voie Wenhua-Sud ; la bouche B, équipée d'escaliers mécaniques a dans son environnement proche le siège de l'administration du métro et des arrêts de bus ; la bouche C, équipée d'escaliers mécanique, d'un ascenseur et d'un cheminement podotactile, est située sur la rue Wénhuá-Millieu et dessert notamment des écoles ; la bouche D, équipée d'escaliers mécaniques, dessert notamment un musée local. La station est établie sur trois niveaux en sous-sol : le premier sous-sol regroupe le hall d'accueil, la billetterie équipée d'automates, des services dont celui des clients du métro et des boutiques ; le deuxième sous-sol la station de la ligne 3 et le troisième sous-sol, le plus profond, la station de la ligne 2.

Installations
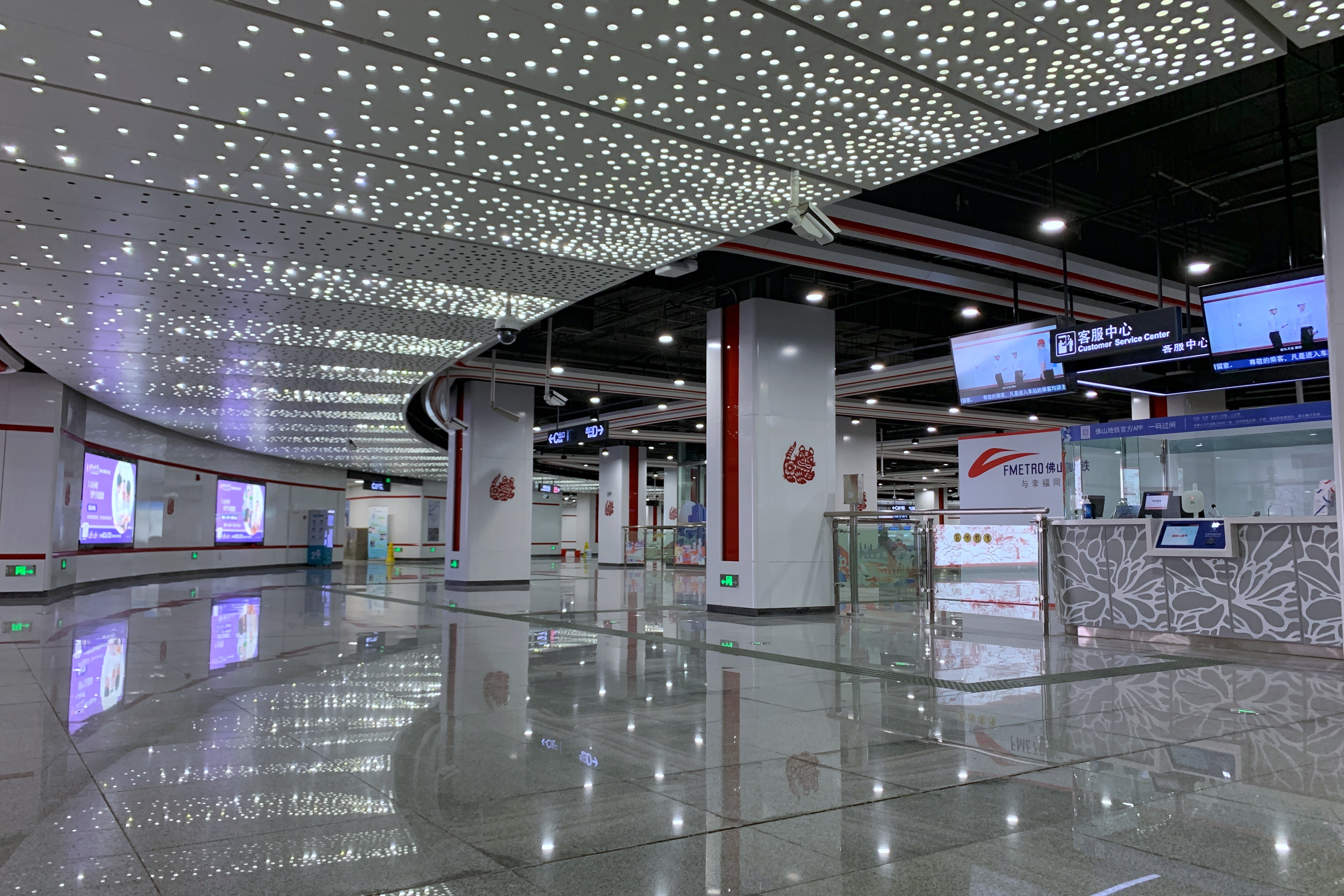
En 2022.
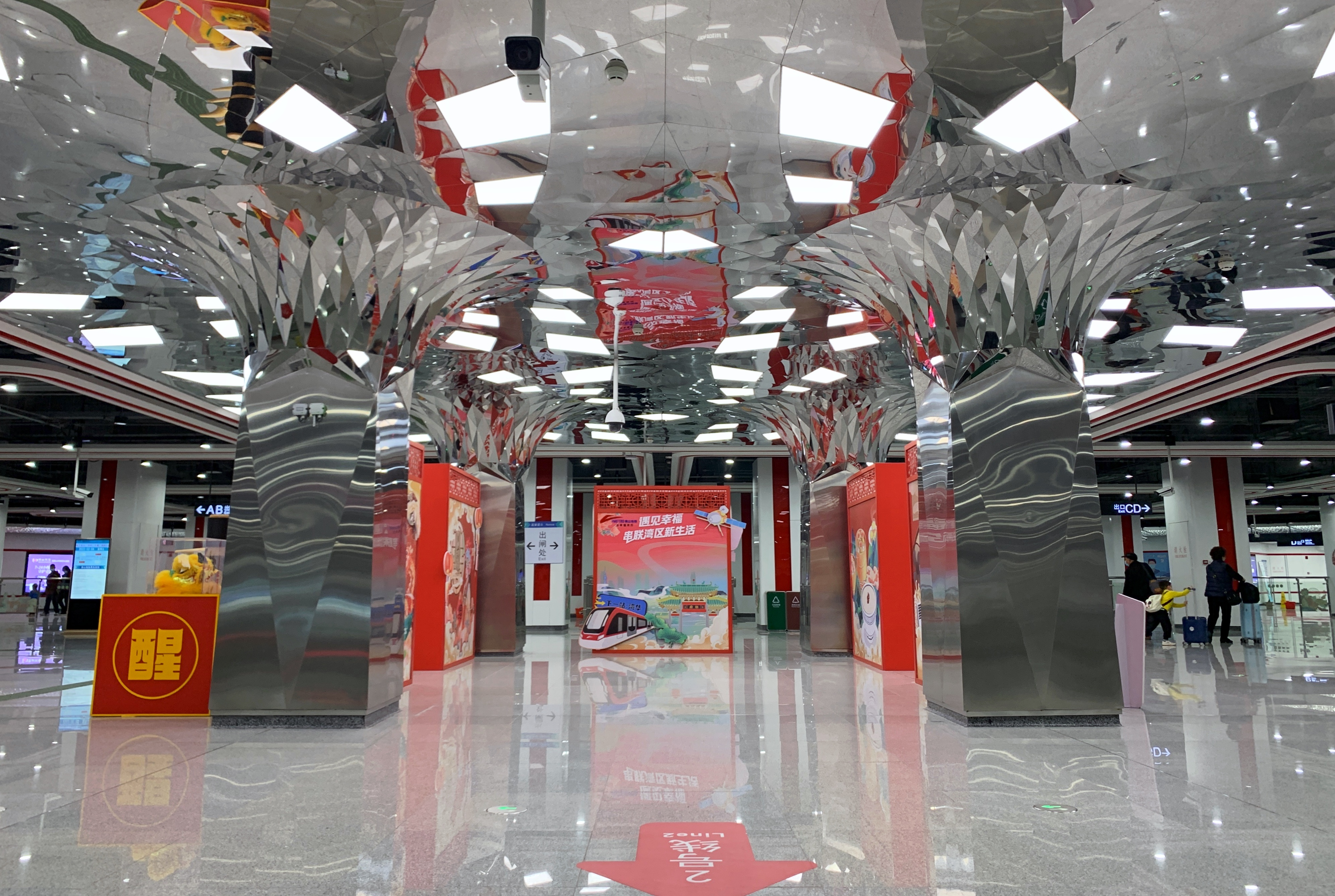
En 2022.
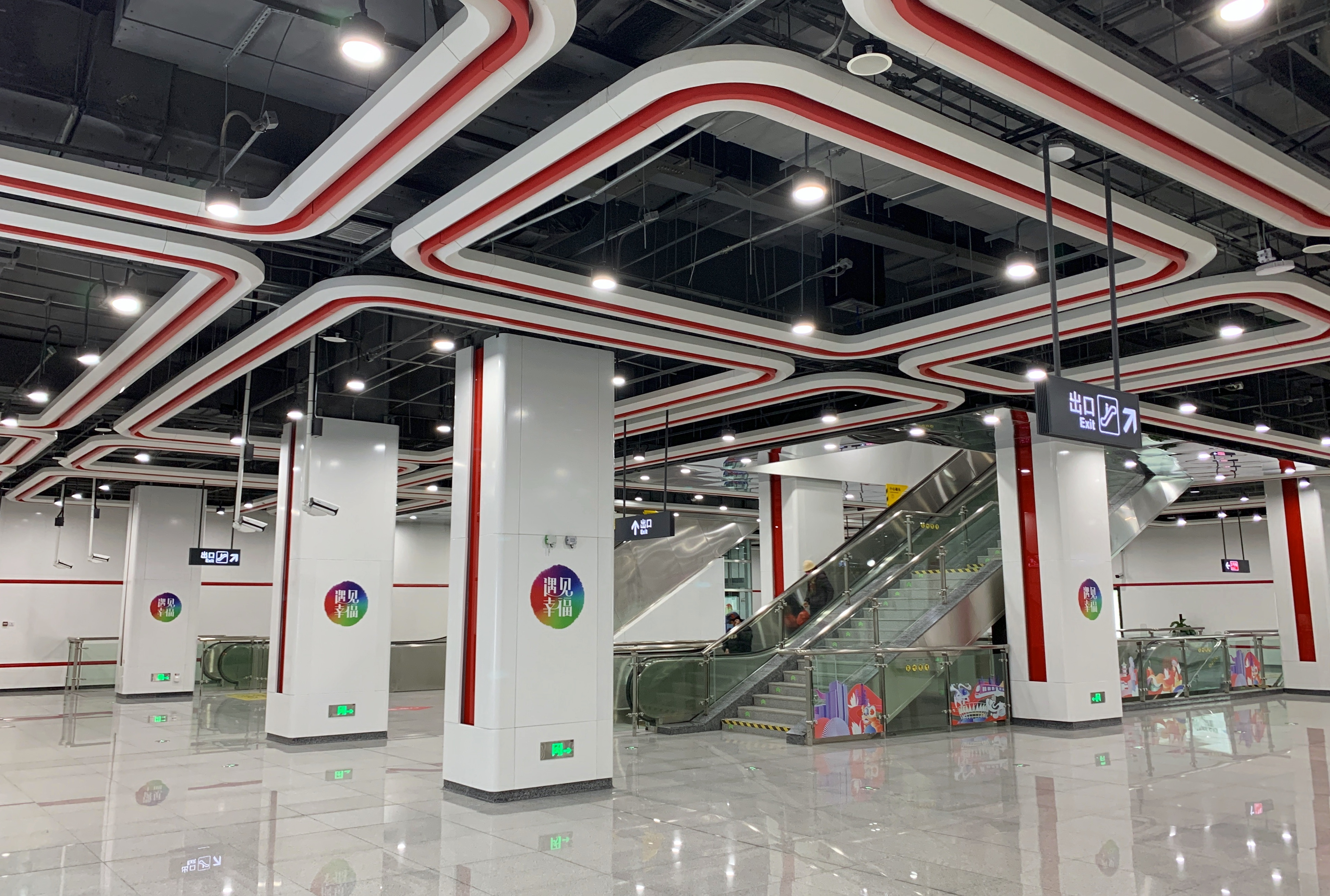
En 2022.

### Desserte

#### Station ligne 2
Wanhua station de la ligne 2 est aménagée suivant la « solution espagnole » : un quai central pour les voyageurs embarquant et deux quais latéraux pour les voyageurs débarquant. Il y a des toilettes à chaque quai de la ligne 2. Elle est desservie par les rames qui circulent sur la ligne 2.

Installations ligne 2
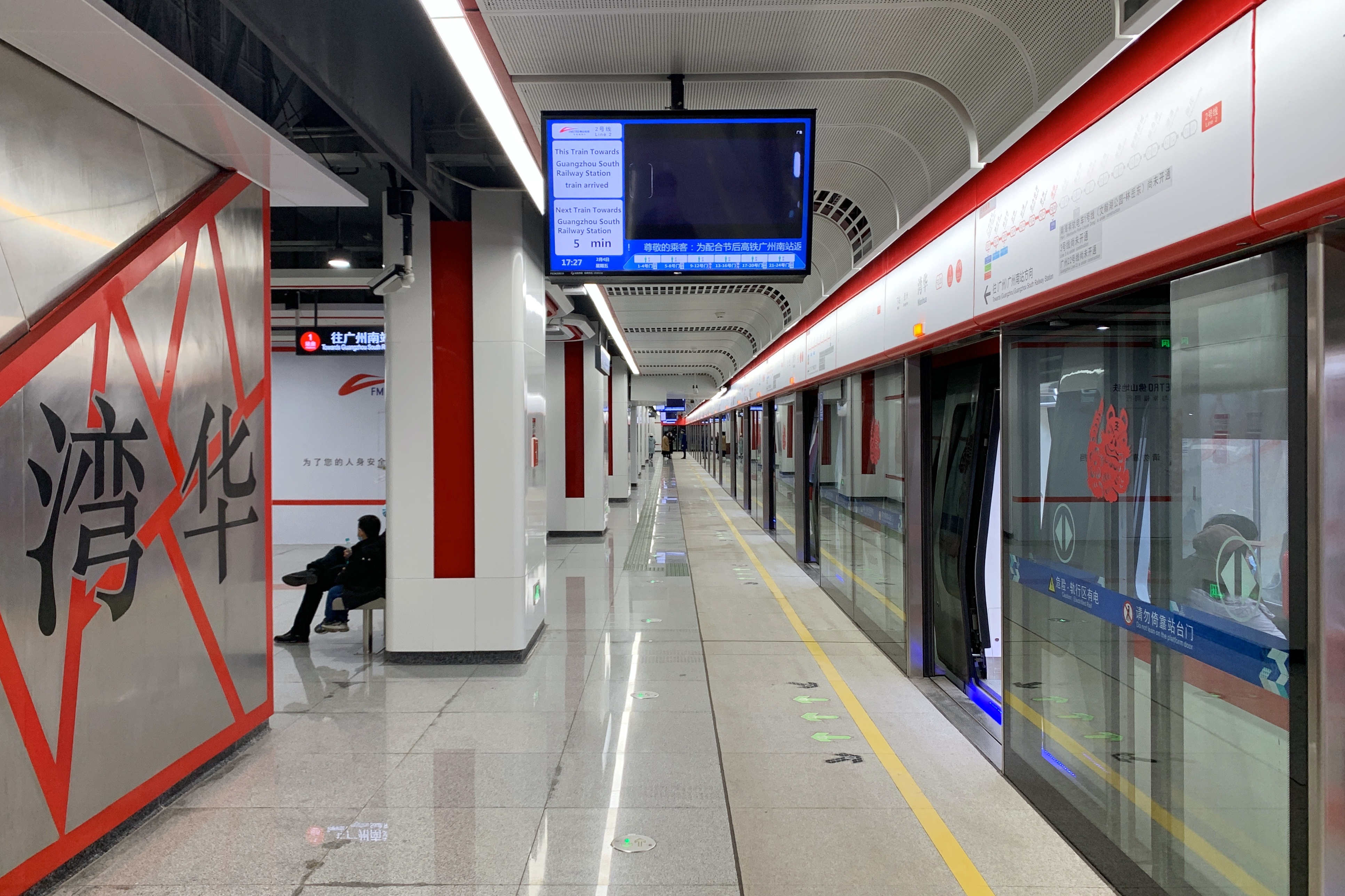
En 2022.
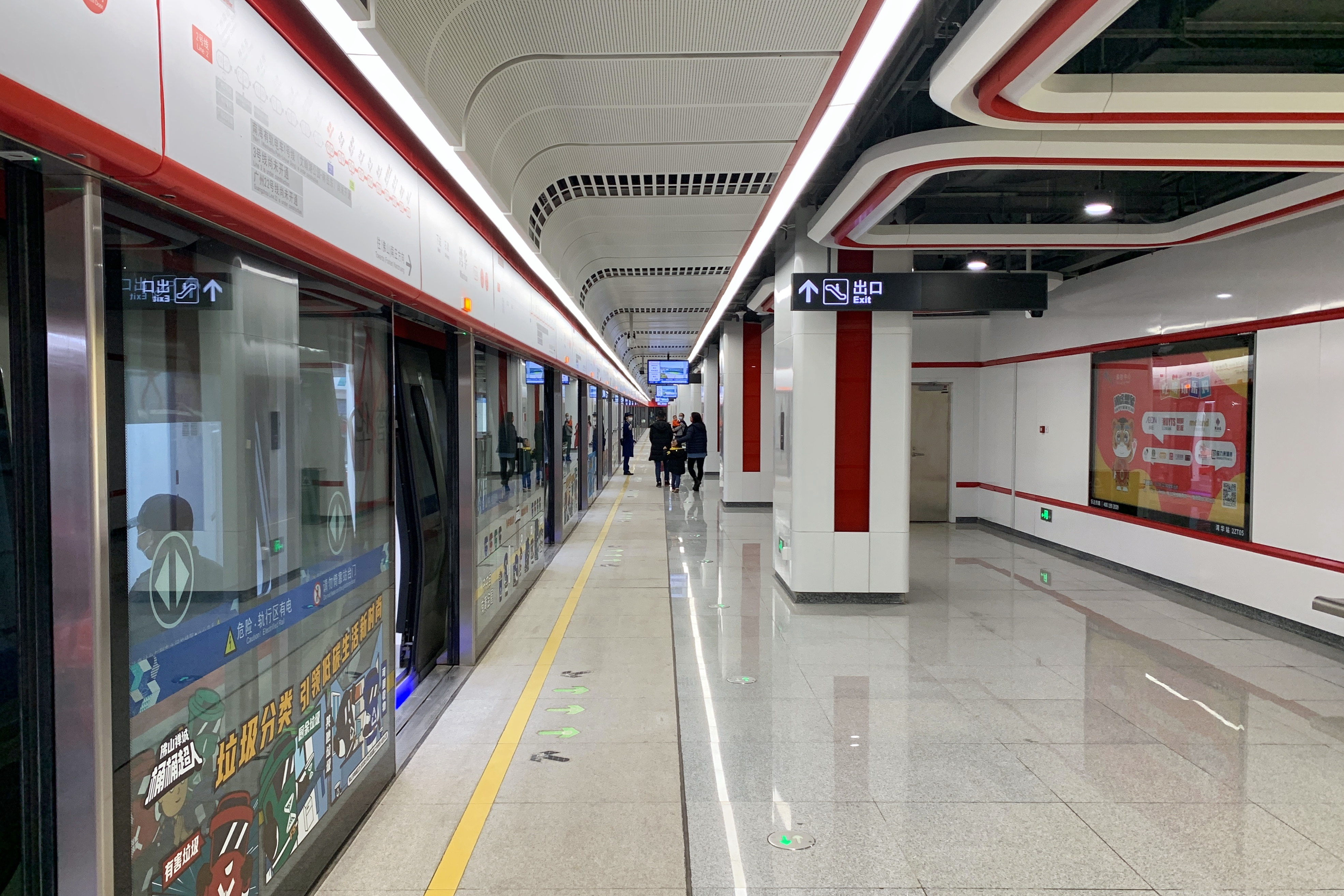
En 2022.

#### Station ligne 3
Wanhua station de la ligne 3, situé au-dessus de la station de la ligne 2, dispose uniquement d'un quai central. Elle est desservie par les rames qui circulent sur la ligne 3.

Installations ligne 3
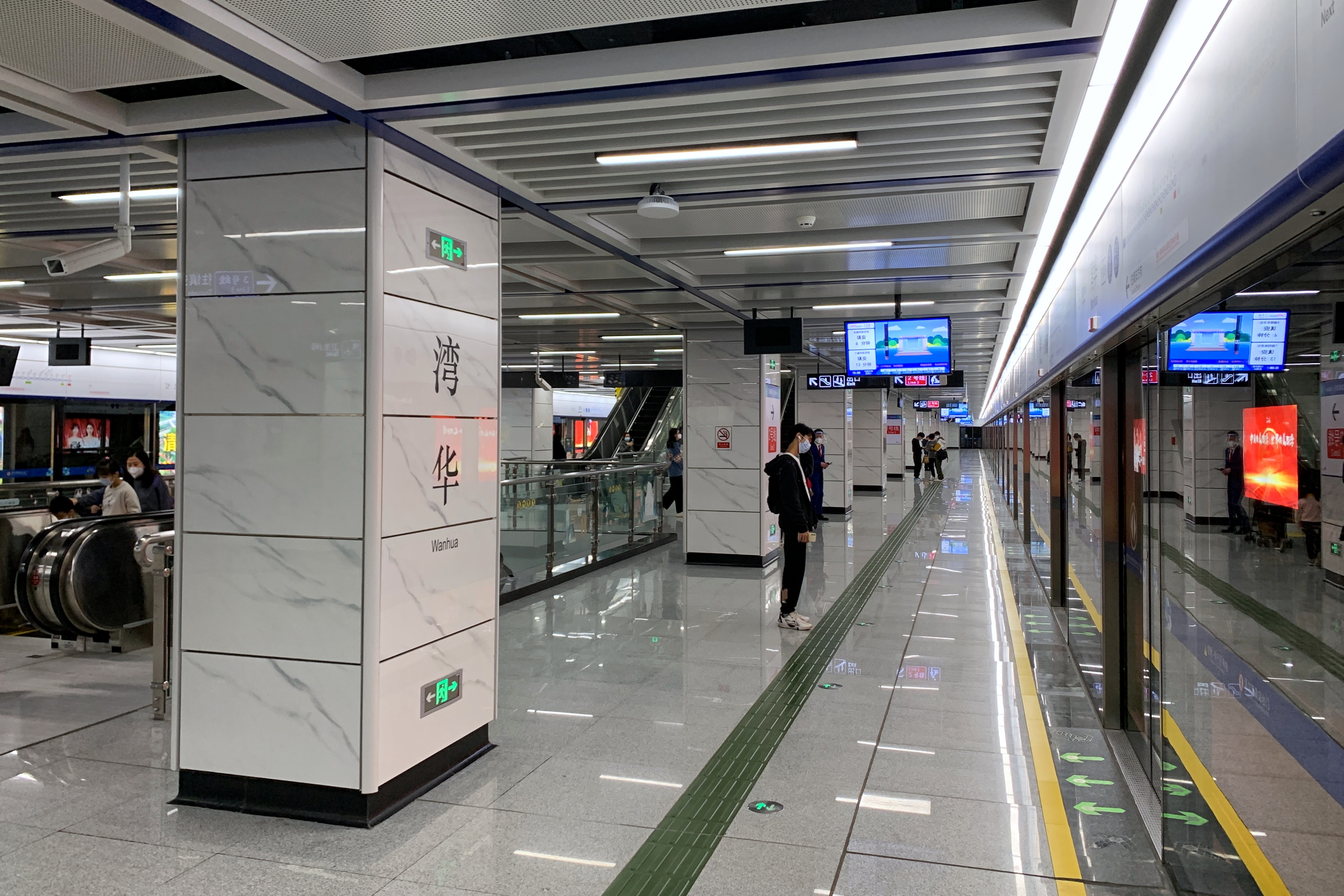
En 2022.
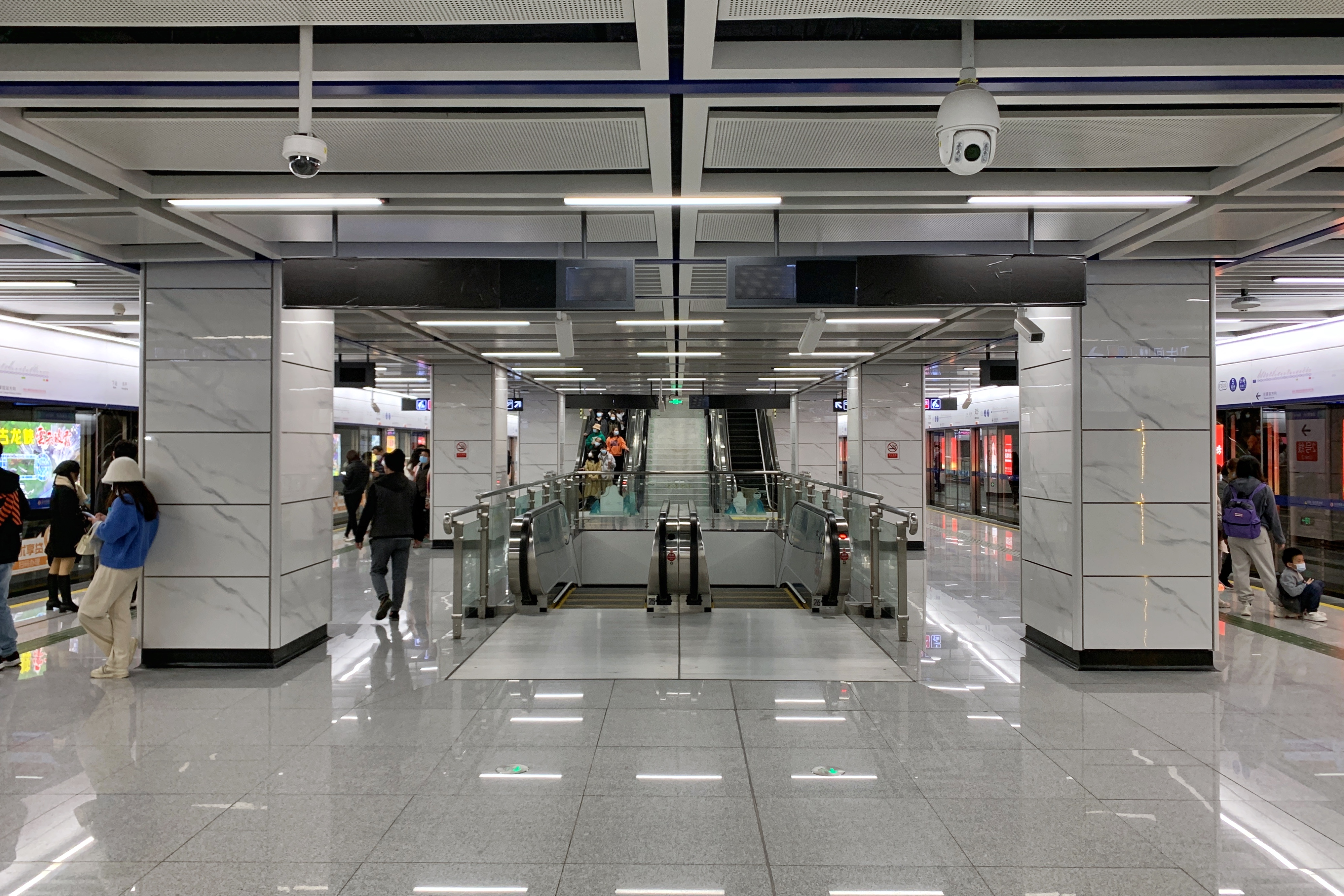
En 2023.

### Intermodalité
La bouche B est située à proximité d'arrêts de bus urbains.